# Ceny Ministerstva kultury za přínos v oblasti divadla, hudby, výtvarného umění a architektury
Ceny Ministerstva kultury za přínos v oblasti divadla, hudby, výtvarného umění a architektury jsou ceny sloužící k ohodnocení výjimečných tvůrčích a interpretačních počinů nebo za dlouhodobé umělecké zásluhy v oblasti divadla, hudby, výtvarného umění a architektury.
Nominovat fyzické nebo právnické osoby na ceny ministerstva kultury v uvedených oblastech mohou jednotlivci, odborné instituce, neziskové ad. zájmové organizace. Odborné poroty vypracují doporučení, která následně schvaluje ministr kultury, jenž ocenění uděluje. Cena je tvořena diplomem a peněžním oceněním ve výši 300 000 Kč.
Ceny se udělují každoročně u příležitosti státního svátku 28. října spolu se Státní cenou za literaturu a překladatelské dílo. 

## Laureáti

### Ocenění v oblasti divadla
- 2003 David Radok
- 2004 Otomar Krejča
- 2005 Jiří Suchý
- 2006 Ladislav Smoček
- 2007 J. A. Pitínský
- 2008 Jan Borna
- 2009 Ivan Vyskočil
- 2010 Karel Kraus
- 2011 Jiří Kylián
- 2012 Pavel Šmok
- 2013 Ctibor Turba
- 2014 Adolf Scherl
- 2015 Jaroslav Vostrý
- 2016 Petr Oslzlý
- 2017 Petr Zuska
- 2018 Jan Schmid
- 2019 Jan Nebeský
- 2020 Tomáš Dvořák
- 2021 Hana Burešová
- 2022 Zoja Mikotová
- 2023 Arnošt Goldflam

### Ocenění v oblasti hudby
- 2003 Marek Kopelent
- 2004 Ivan Moravec
- 2005 Richard Novák
- 2006 Svatopluk Havelka
- 2007 Jiří Kout
- 2008 Zdeněk Šesták
- 2009 Milan Slavický
- 2010 Ilja Hurník
- 2011 Lubomír Dorůžka
- 2012 Zuzana Růžičková
- 2013 Jiří Černý
- 2014 Miloš Štědroň
- 2015 Ivana Loudová
- 2016 Jan Kouba
- 2017 Petr Kotík
- 2018 Luboš Sluka
- 2019 Jiří Chvála
- 2020 Jiří Tichota
- 2021 Čestmír Huňát
- 2022 Karel Paukert
- 2023 Jaroslav Mihule

### Ocenění v oblasti výtvarného umění
- 2003 Jitka a Květa Válovy
- 2004 Václav Boštík
- 2005 Adriena Šimotová
- 2006 Dalibor Chatrný
- 2007 Karel Malich
- 2008 Jan Kaplický
- 2009 Vladimír Kopecký
- 2010 František Skála, ml.
- 2011 Leoš Válka
- 2012 Petr Wittlich
- 2013 Milan Grygar
- 2014 Stanislav Kolíbal
- 2015 Ludvík Hlaváček
- 2016 Charlotta Kotíková
- 2017 Jan Solpera
- 2018 Jana a Jiří Ševčíkovi
- 2019 Václav Cigler
- 2020 Květa Pacovská
- 2021 Adéla Matasová
- 2022 Marek Pokorný
- 2023 Alena Kučerová

### Ocenění v oblasti architektury
- 2009 Eva Jiřičná
- 2010 Alena Šrámková
- 2011 Miroslav Masák
- 2012 Emil Přikryl
- 2013 Rostislav Švácha
- 2014 Ladislav Lábus
- 2015 Otakar Kuča
- 2016 Zdeňka Vydrová
- 2017 Věra Machoninová
- 2018 Růžena Žertová
- 2019 Ivan Kroupa
- 2020 Viktor Rudiš
- 2021 Benjamin Fragner
- 2022 Jiří Suchomel
- 2023 Jan Línek